# Lingua serba
La lingua serba o serbo (nome nativo: српски језик, srpski jezik o српски, srpski; IPA: [sr̩̂pskiː]) è un idioma slavo riconosciuto come la lingua ufficiale di Serbia, una delle tre lingue ufficiali della Bosnia ed Erzegovina e co-ufficiale in Montenegro e Kosovo. È una lingua minoritaria riconosciuta in Croazia, Macedonia del Nord, Romania, Ungheria, Slovacchia e Repubblica Ceca. 
Si tratta di una delle quattro varietà standardizzate della lingua serbo-croata: serbo, croato, bosniaco e montenegrino. Al 2022, è parlata da 10,3 milioni di parlanti totali ed è la lingua serbo-croata più parlata, seguita subito dopo dal croato (6,8 milioni).

## Distribuzione geografica
Distribuzione dei locutori a seconda degli stati:
- Serbia: 6 540 699
- Bosnia ed Erzegovina: 1 086 027[2]
- Montenegro: 269 307[3]
- Stati Uniti: 172 874
- Croazia: 52 879[4]
- Macedonia del Nord: 24 773
- Romania: 22 518

### Lingua ufficiale
Il serbo è ufficiale in Serbia e co-ufficiale in Kosovo, insieme alla lingua albanese, in Bosnia, insieme a bosniaco e croato, e in Montenegro, affiancato a montenegrino, croato, bosniaco e albanese.

## Classificazione
Secondo Ethnologue, la classificazione della lingua serba è la seguente:
- Lingue indoeuropee
  - Lingue slave
    - Lingue slave meridionali
      - Lingue slave sud-occidentali
        - Lingua serba

Secondo lo standard ISO 639 la lingua serba è un membro della macrolingua lingua serbo-croata (codice ISO 639-3 hbs).

## Storia
La lingua serba è una delle versioni standard del diasistema slavico centro-meridionale, basato sul dialetto stocavo.

### Medioevo
Una lingua scritta serba cominciò a svilupparsi nel IX secolo parallelamente allo slavo antico, lingua nella quale si teneva la liturgia, in seguito cominciò a svilupparsi una lingua standard su base stocava.
I testi medievali serbi sono scritti in due alfabeti differenti: il glagolitico, il quello che ha prevalso è cirillico, ossia nella sua variante serba definita in alcune parti della Serbia e della Bosnia con i seguenti nomi: Bosančica, Poljičica o Arvatica, e l'alfabeto latino. A partire dal XVI secolo, l'alfabeto cirillico si impone sempre più grazie alla chiesa ortodossa.

## Fonologia
Secondo Vuk Stefanović Karadžić che riformò l'alfabeto cirillico serbo nel XIX secolo, la lingua serba avrebbe una caratteristica per la quale le parole vengono scritte pressoché come vengono dette, cioè ogni lettera rappresenta un suono differente. Questo suo "principio fonetico" è rappresentato dal detto: "Scrivi come parli e leggi com'è scritto".

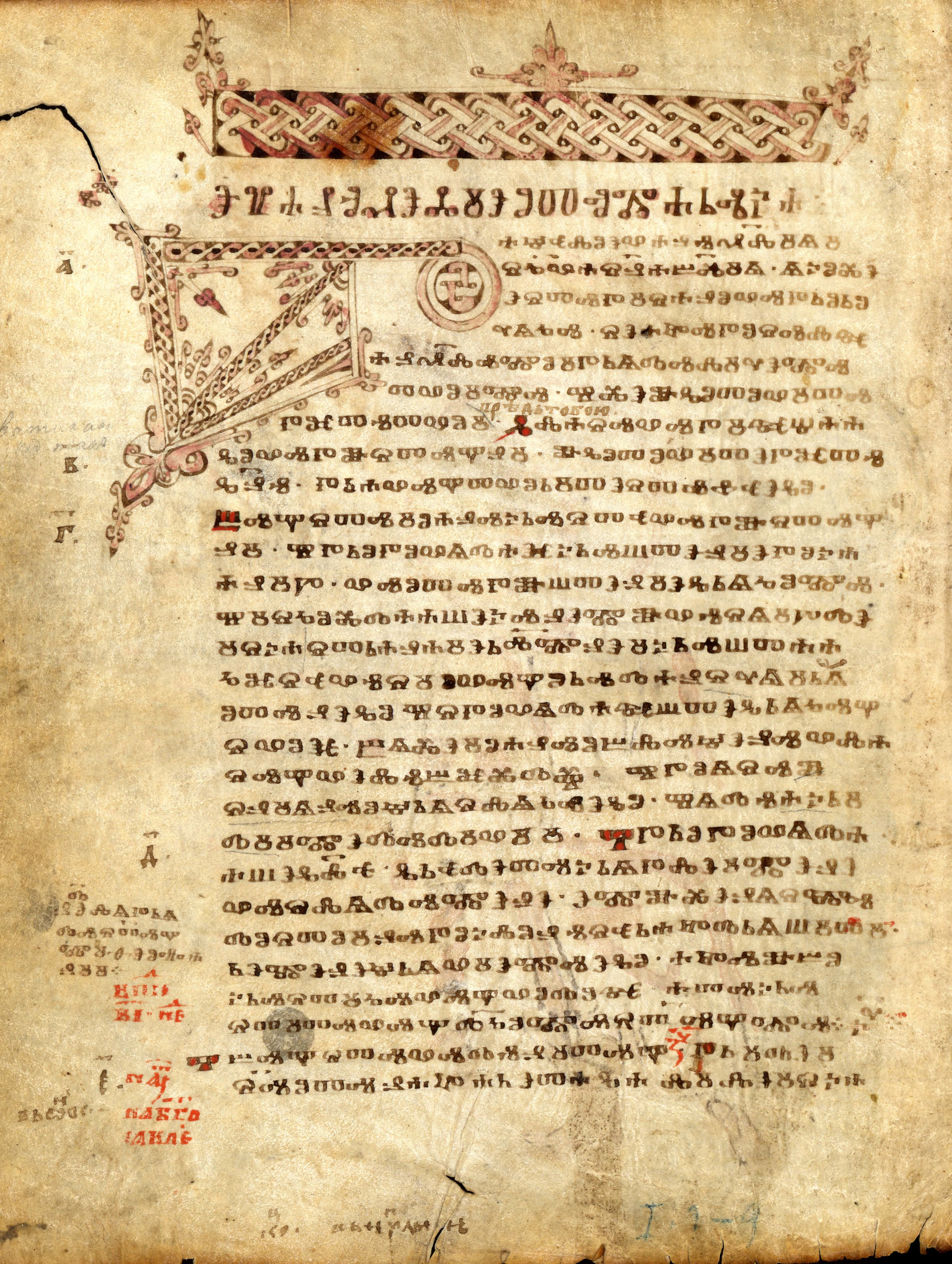
Codice Marianus

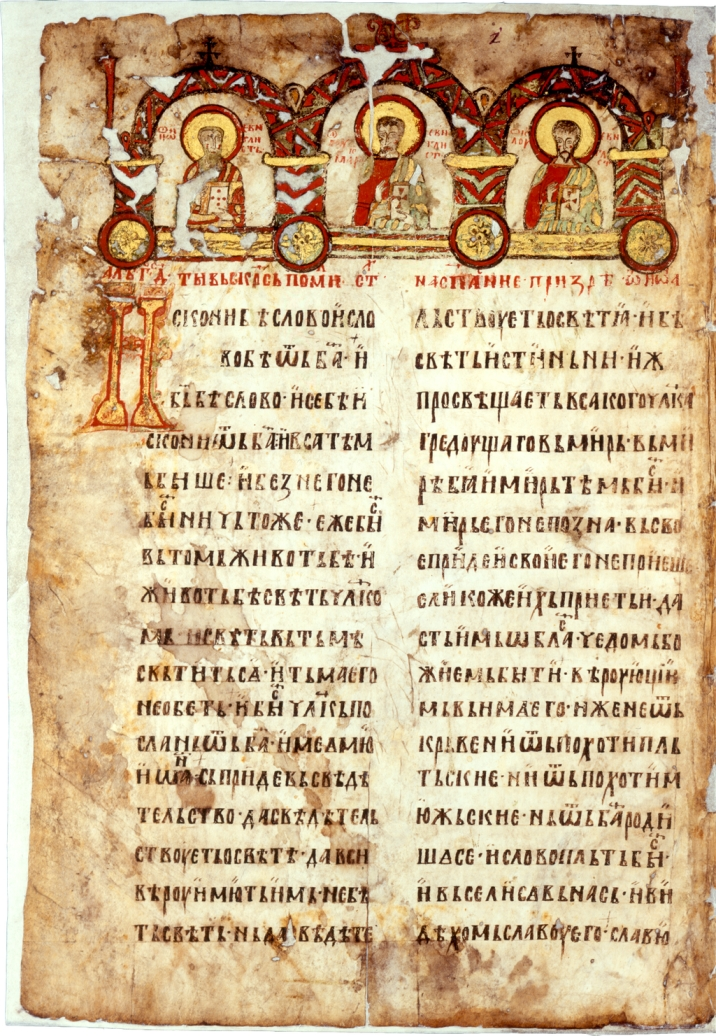
"Miroslavljevo jevanđelje" (Vangelo di Miroslav), un manoscritto, intorno al 1180

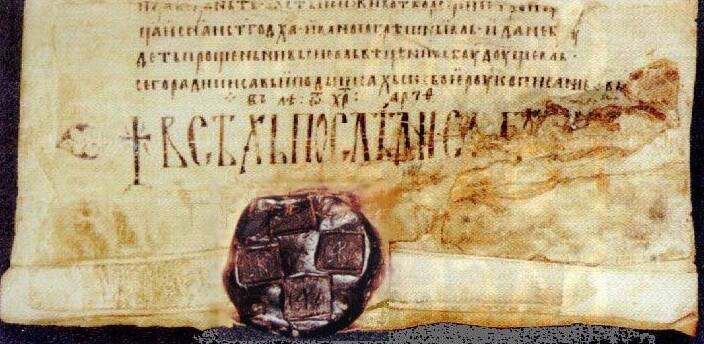
Karyes Sava Tipico

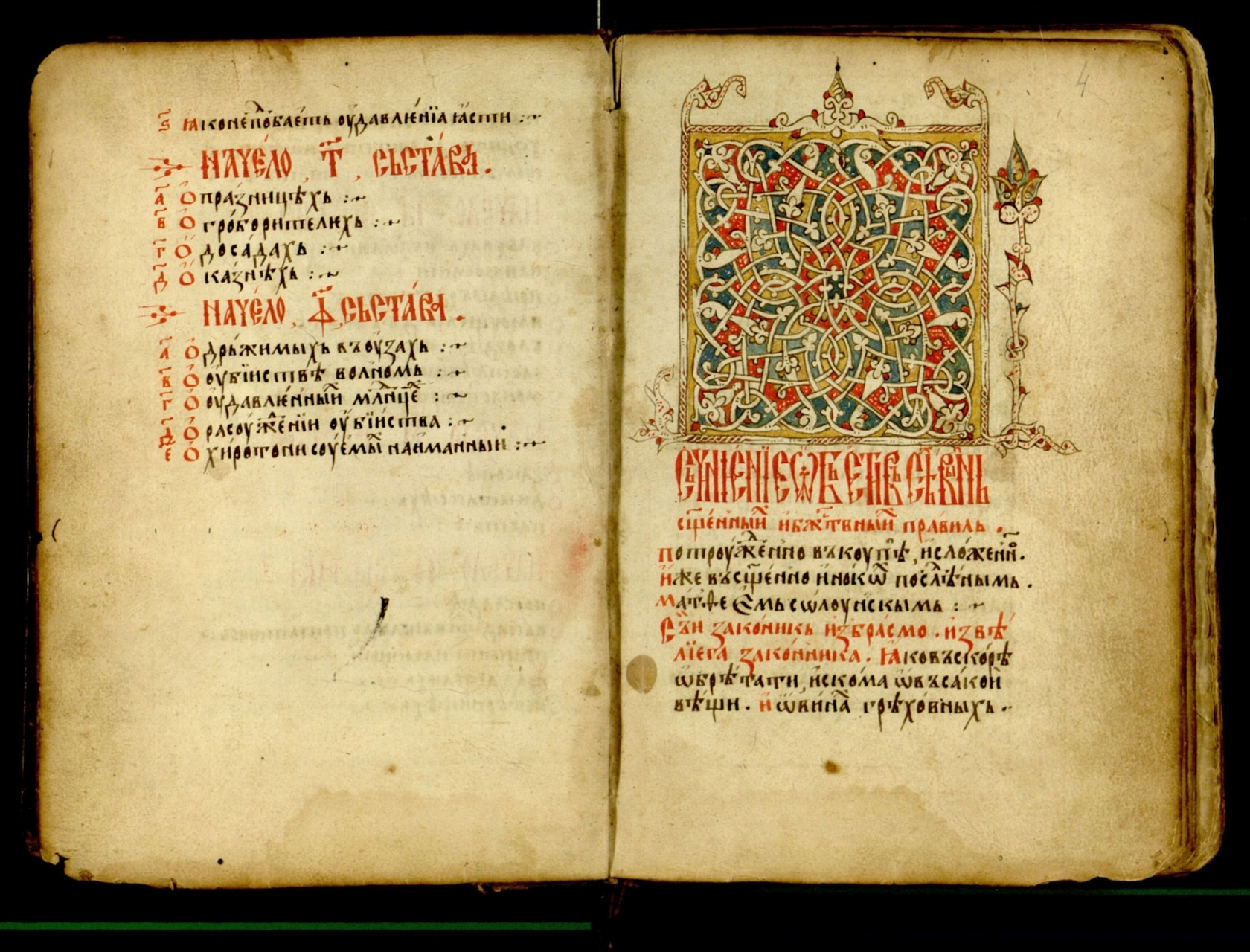
Codice Dušan

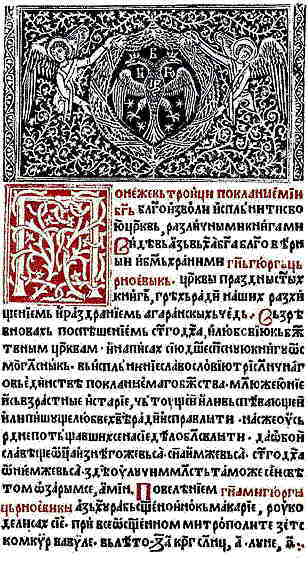
Oktoih

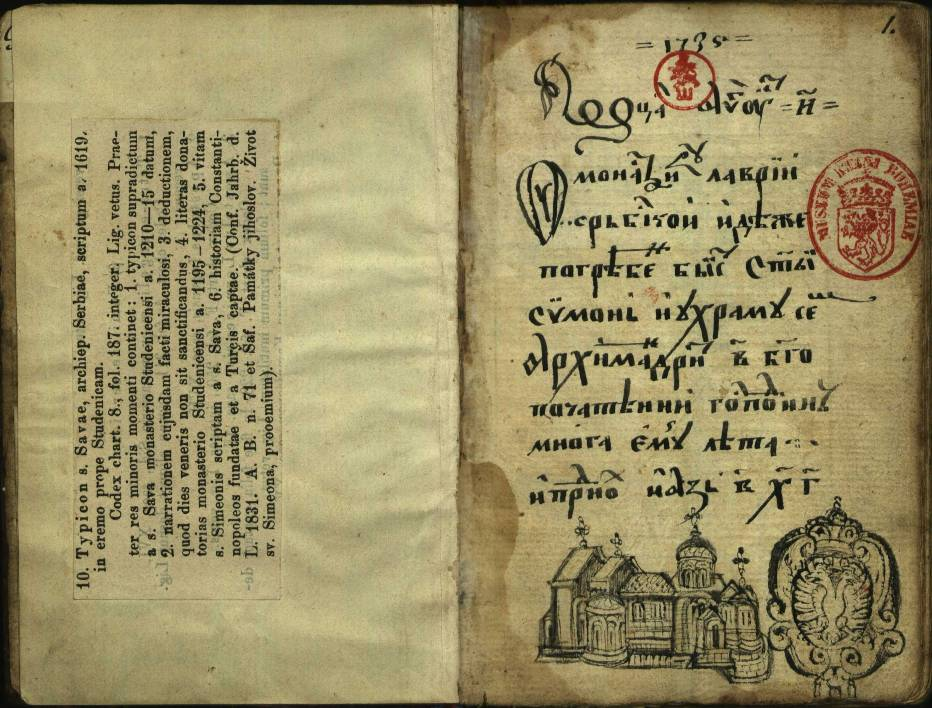
Studenica Tipica

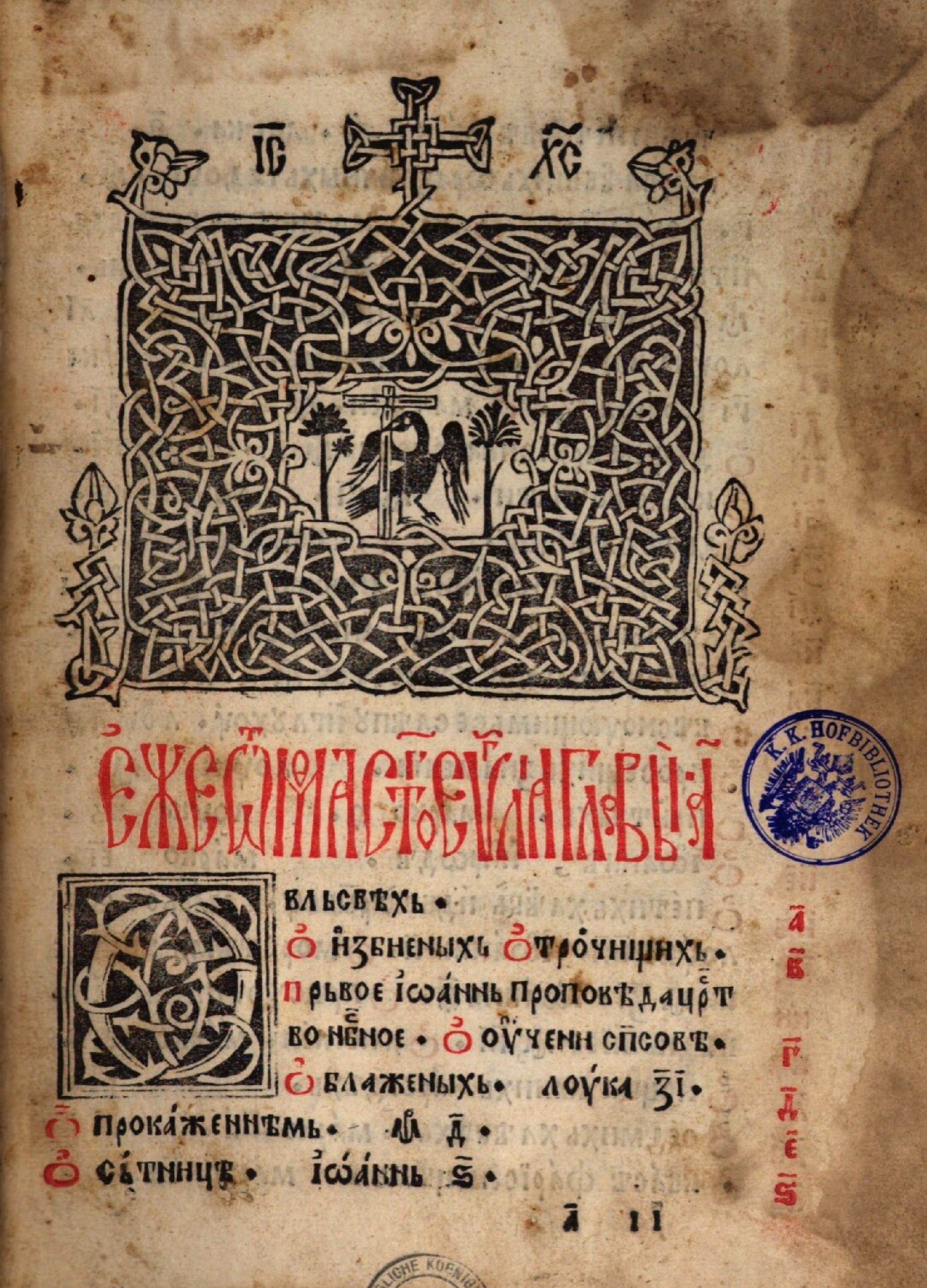
Quattro Vangeli Belgrado

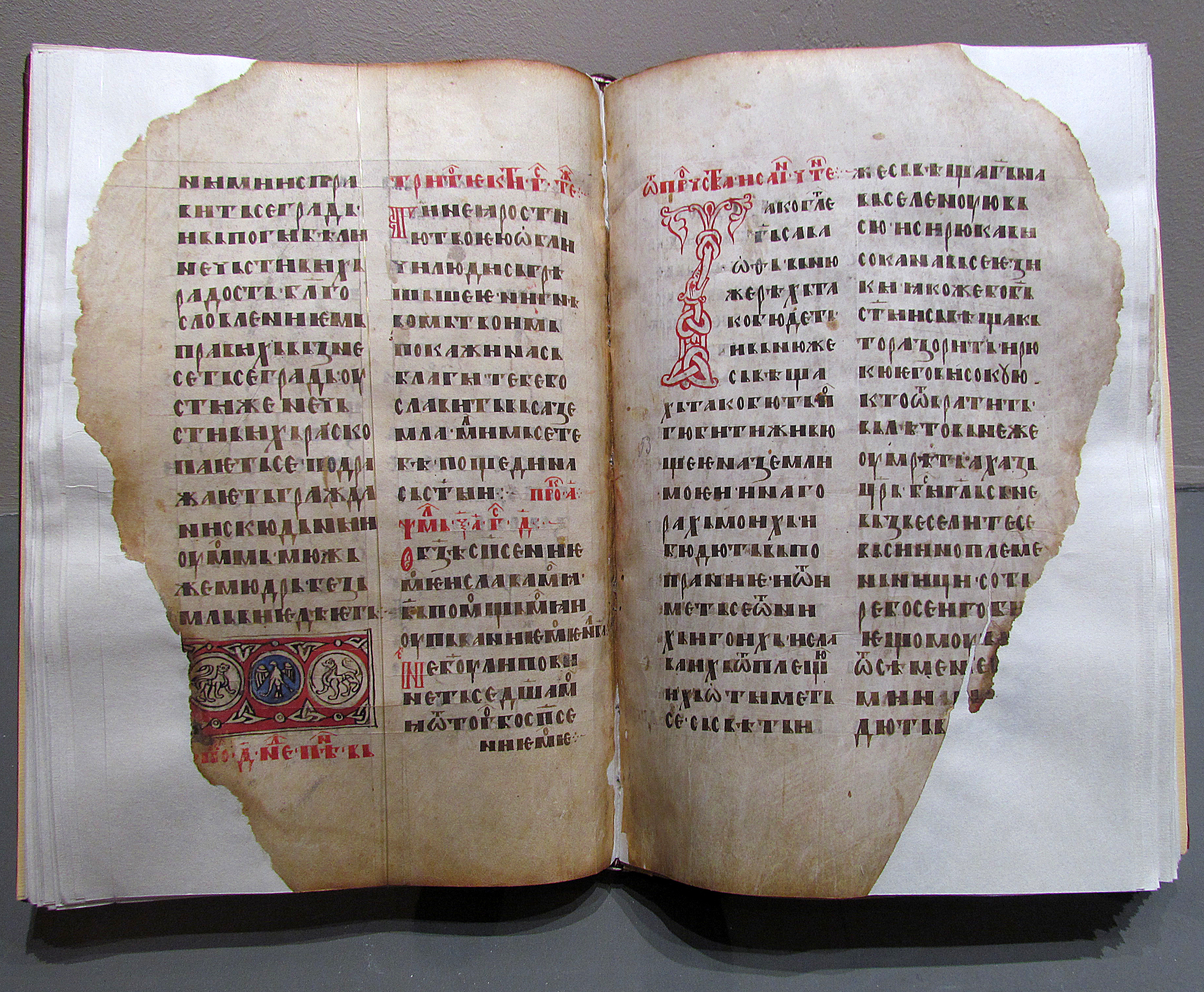
Profetologo di Belgrado

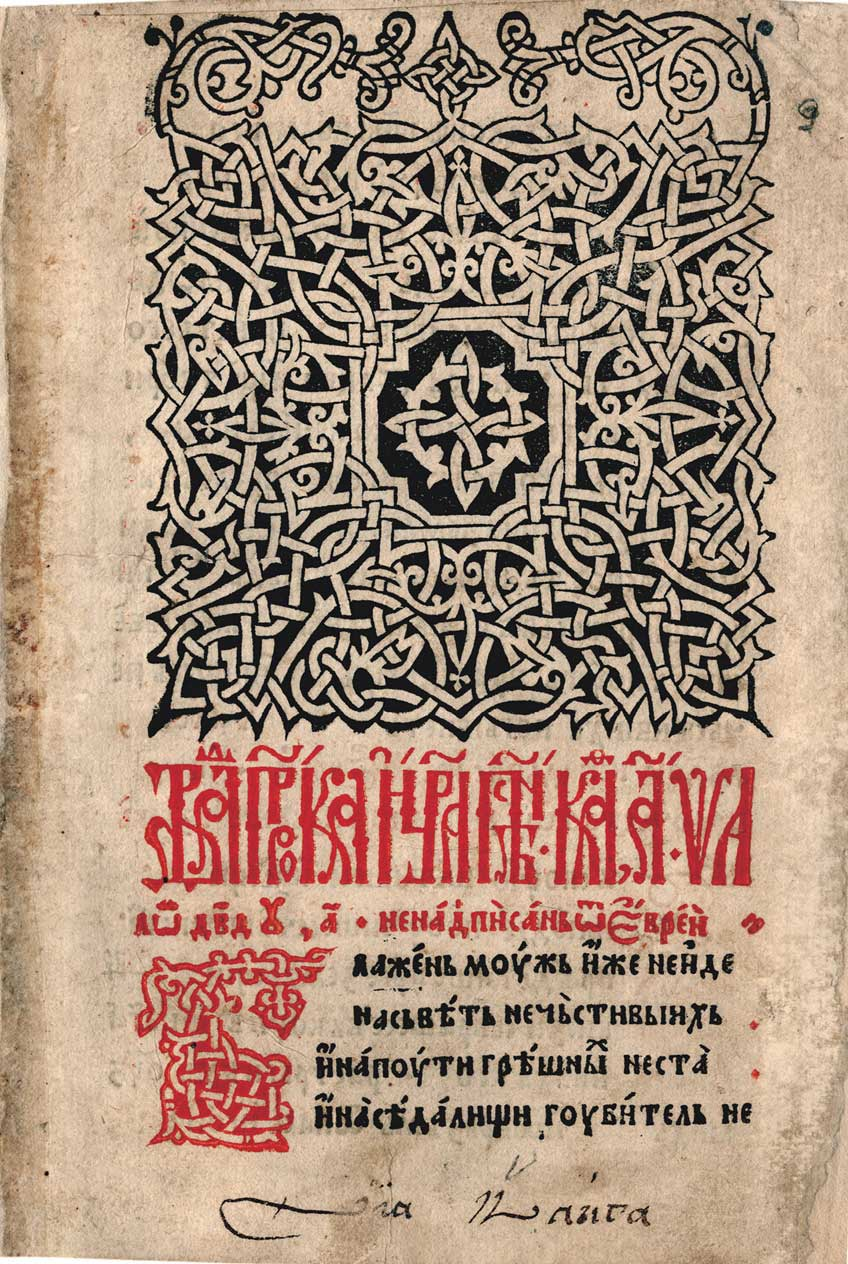
Salterio Gorazde

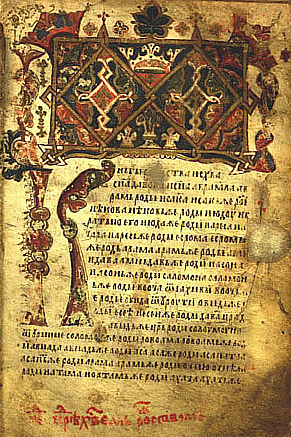
Vangeli Nikolas

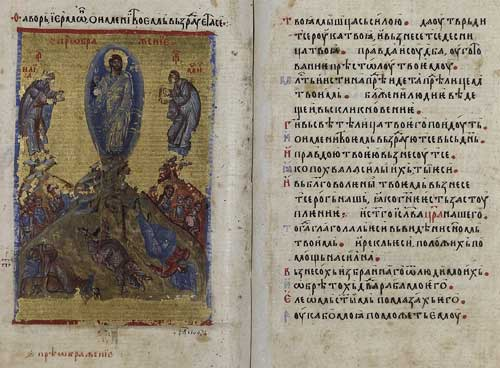
Salterio serbo di Monaco

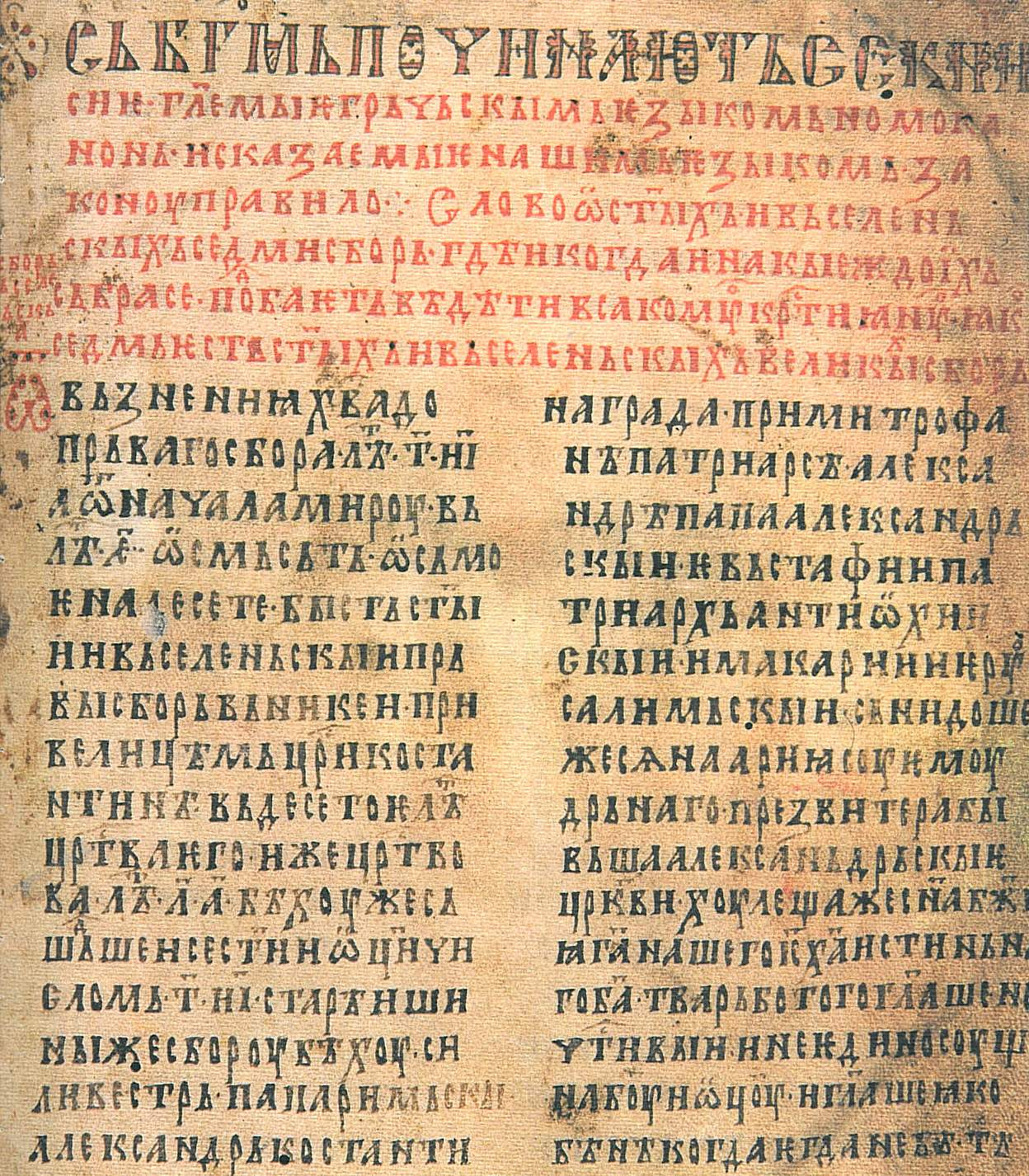
Legge Savina

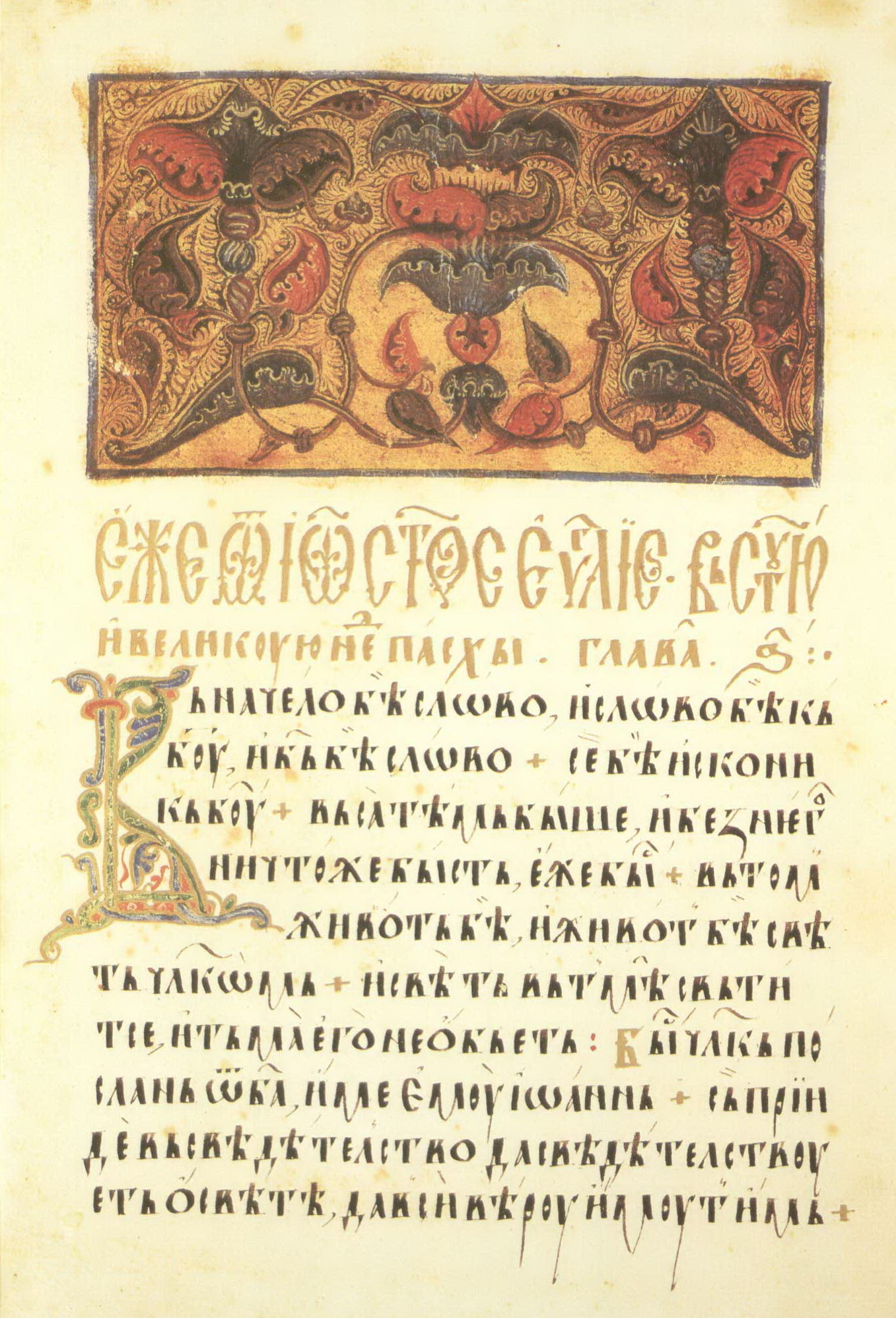
Vangeli Radoslav

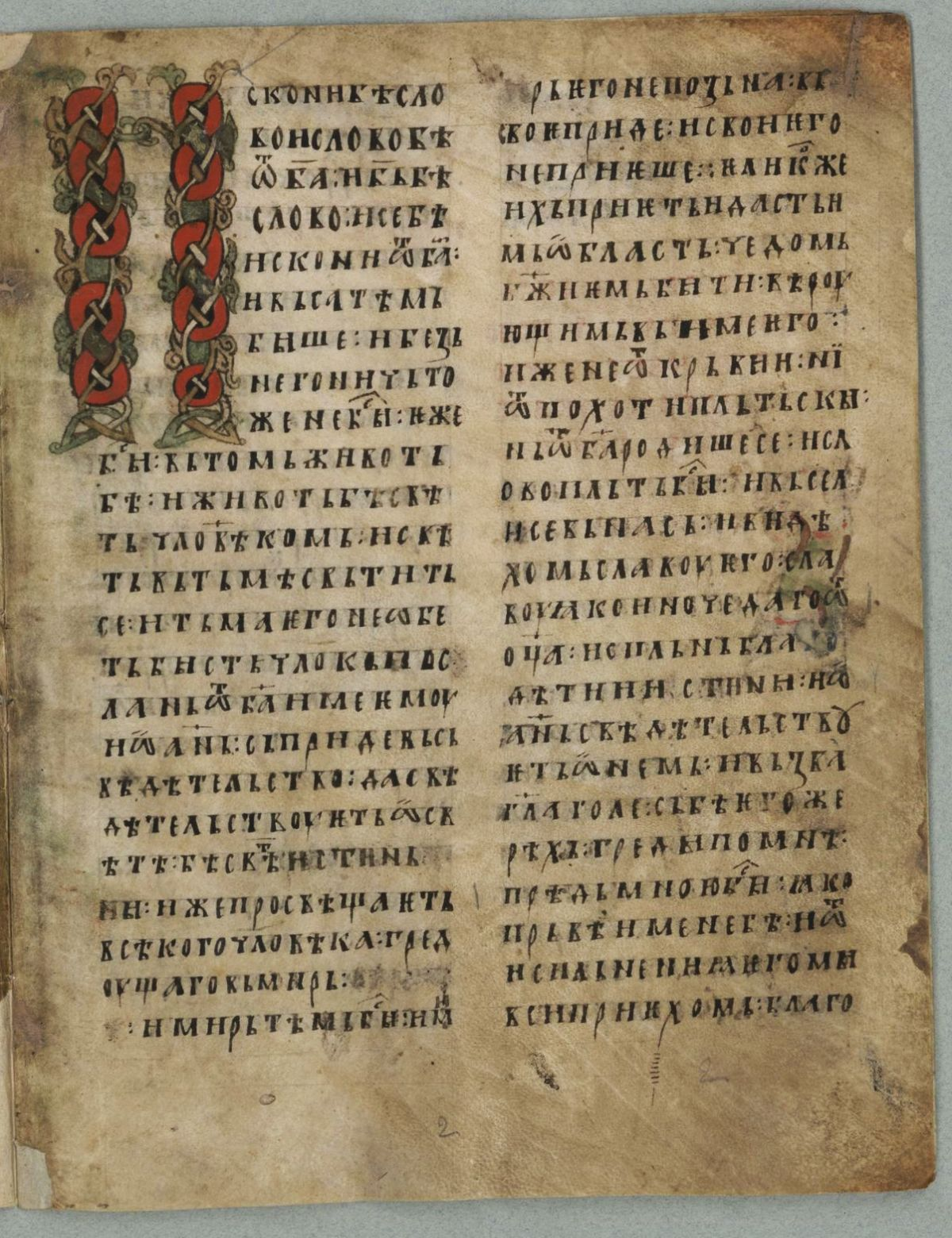
Vangeli Vukan

## Sistemi di scrittura
Una caratteristica della lingua serba è l'uso parallelo di due alfabeti: l'alfabeto cirillico e l'alfabeto latino. Nonostante l'alfabeto ufficiale sia quello cirillico, si può dire che i due alfabeti oggi siano equivalenti. Questo è dovuto a ragioni storiche, poiché una parte della popolazione parlante serbo era sotto l'influenza occidentale dell'Austria-Ungheria e il resto sotto l'influenza orientale dell'Impero bizantino; tutte le persone istruite usano normalmente entrambi gli alfabeti, tuttavia c'è una prevalenza a utilizzare l'alfabeto latino a scapito di quello cirillico, che sta perdendo terreno.
Tabella comparativa: српска ћирилица (srpska ćirilica, alfabeto cirillico serbo) o азбука (azbuka) e srpska latinica (alfabeto latino serbo) o Abeceda.
| Cirillico | Latino |   | Cirillico | Latino |
| А         | A      | Н | N         |        |
| Б         | B      | Њ | Nj        |        |
| В         | V      | О | O         |        |
| Г         | G      | П | P         |        |
| Д         | D      | Р | R         |        |
| Ђ         | Đ      | С | S         |        |
| Е         | E      | Т | T         |        |
| Ж         | Ž      | Ћ | Ć         |        |
| З         | Z      | У | U         |        |
| И         | I      | Ф | F         |        |
| Ј         | J      | Х | H         |        |
| К         | K      | Ц | C         |        |
| Л         | L      | Ч | Č         |        |
| Љ         | Lj     | Џ | Dž        |        |
| М         | M      | Ш | Š         |        |

- Le lettere Lj, Nj e Dž sono rappresentate da due caratteri nell'alfabeto latino. Inoltre la lettera Đ viene qualche volta scritta come Dj.
- L'ordine dei due alfabeti è diverso: 
  - In caratteri cirillici: А Б В Г Д Ђ Е Ж З И Ј К Л Љ М Н Њ О П Р С Т Ћ У Ф Х Ц Ч Џ Ш
  - In caratteri latini: A B C Č Ć D Dž Đ E F G H I J K L Lj M N Nj O P R S Š T U V Z Ž
- Molte e-mail e anche documenti web scritti in serbo usano il basic ASCII, dove le lettere serbe latine che usano i diacritici (Ž Ć Č Š) vengono rimpiazzate con le forme base senza diacritici (Z C C S). Le parole originali vengono poi riconosciute dal contesto. Non è un alfabeto ufficiale, e viene considerata una cattiva pratica, ma ci sono alcuni documenti in serbo che usano questo alfabeto semplificato. Questa pratica è comune anche ad altre lingue che usano i diacritici.

## Esempi
Una parola serba che è diffusa nelle lingue di tutto il mondo è šljivovica slivovitz. Un'altra parola serba diffusa e usata in tutto il mondo è vampiro (vampir)
- Serbo (aggettivo): српски, srpski
- Ciao, Salve: здраво, zdravo - ћао, ćao
- Arrivederci: довиђења, doviđenja
- Grazie: хвала, hvala
- Per favore: молим, molim
- Come stai?: како си?, Kako si?
- Come sta?: како сте?, Kako ste?
- Bene: добро, dobro
- Sì: да, da
- No: не, ne
- Capisco: разумем, razumem
- Non capisco: не разумем, ne razumem
- Come ti chiami?: како се зовеш?, kako se zoveš?
- Mi chiamo Igor: зовем се Игор, zovem se Igor
- Che ore sono?: колико је сати?, koliko je sati?
- Sono le tre: Три сата, tri sata

## Letteratura serba
La letteratura serba emerse nel medioevo, e incluse alcuni lavori come il Miroslavljevo jevanđelje (Vangelo di Miroslav) nel 1192 e il Dušanov zakonik (Codice Dušan) nel 1349. Poco della letteratura secolare medievale è stato preservato, ma quel che è rimasto dimostra che era in accordo col proprio tempo; per esempio l'Alexandride serbo, un libro su Alessandro Magno, e una traduzione di Tristano e Isotta in serbo.
A metà del XV secolo, la Serbia venne conquistata dall'Impero ottomano e, per i seguenti 400 anni non ci fu alcuna opportunità di creare una letteratura scritta secolare. Comunque, alcune delle più grandi opere letterarie in serbo vengono da questo periodo, nella forma di letteratura orale, soprattutto come Poesia epica serba. È risaputo che Goethe imparò il serbo leggendo la poesia epica serba in lingua originale. Letteratura scritta venne prodotta solo per usi religiosi in chiese e monasteri, in antico slavo ecclesiastico. Nella seconda metà del XVIII secolo, la nuova lingua apparve chiamata Serbo-Slavo. Nel primo XIX secolo Vuk Stefanović Karadžić, seguendo il lavoro di Sava Mrkalj, riformò l'alfabeto cirillico introducendo il principio fonetico suddetto, così come promuovendo la lingua parlata dal popolo come norma letteraria.
Il primo libro stampato in serbo ecclesiastico, Oktoih fu edito a Cettigne nel 1494, nell'allora Principato di Zeta, solo 40 anni dopo l'invenzione di Gutenberg della stampa a caratteri mobili.

### Premi Nobel per la letteratura in lingua serba
- Ivo Andrić (1961, Jugoslavia)